# Pseudominua peruviana
Pseudominua peruviana is een hooiwagen uit de familie Minuidae.